# Грибоваль, Жан Батист Вакет де
Жан Бати́ст Ваке́т де Грибова́ль (фр. Jean-Baptiste Vaquette de Gribeauval; 15 сентября 1715, Амьен — 9 мая 1789) — французский артиллерийский офицер, который разработал многочисленные усовершенствования различных отраслей артиллерийского дела.

## Биография

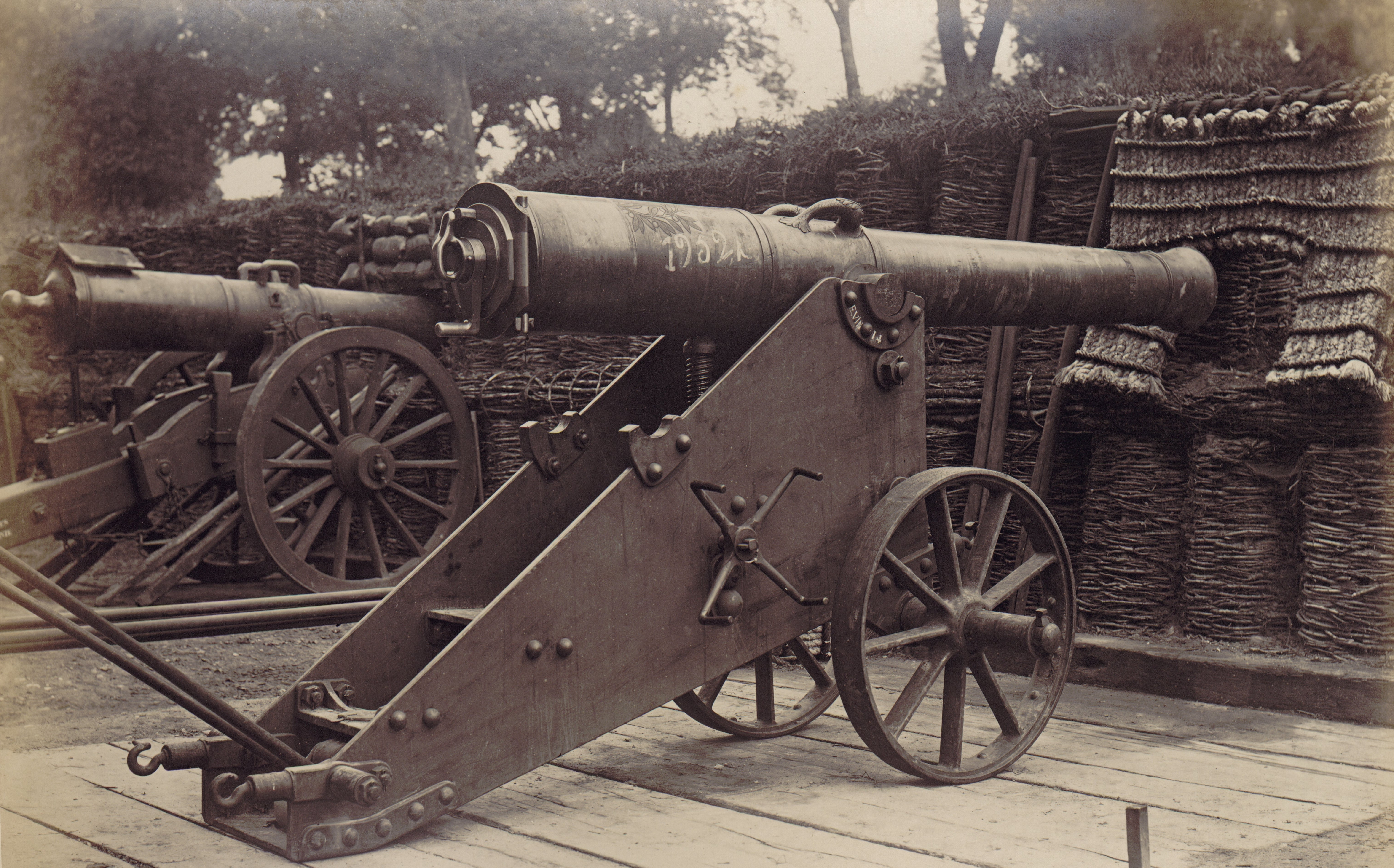
Осадные орудия системы Грибоваля

Жан Батист Вакет де Грибоваль родился в городе Амьене, в семье местных буржуа. Во время учёбы проявил большие способности в естественных науках и математике. В 1732 году поступил на службу во французскую королевскую артиллерию. Как представитель Франции, служил в прусской и австрийской армиях, в том числе во время Силезских войн.
На службе у австрийцев Грибоваль имел возможность детально ознакомиться с организацией австрийской артиллерии — наиболее передовой в мире на то время. Там он разработал основы новой артиллерийской системы, которую потом с успехом ввёл.
Во время Семилетней войны, в сентябре и октябре 1762 года, находясь на австрийской службе, Грибоваль командовал артиллерией осаждённой пруссаками крепости Швайдниц в Силезии. Во время обороны крепости потери прусского войска в семь раз превысили потери австрийцев, и Швайдниц капитулировал, только полностью исчерпав запасы боеприпасов. Действия артиллерии Швайдница вошли в тогдашние учебники артиллерийского дела как образец для артиллерии осаждённой крепости.
После заключения мира де Грибоваль вернулся в Австрию (где получил от Марии Терезии чин фельдмаршал-лейтенанта), а вскоре — и во Францию, где скоро получил должность генерального инспектора артиллерии королевства.
Недавнее поражение Франции в Семилетней войне показало устарелость французской артиллерии — на новой должности де Грибоваль должен был реформировать полевую артиллерию французской армии, что с успехом и выполнил. Система Грибоваля была в то время самой эффективной в Европе. Просуществовала она, с некоторыми изменениями, до 1830 года и имела огромное влияние на развитие артиллерии в большинстве стран мира.
В 1803 году Наполеон принял решение несколько изменить систему Грибоваля (Система XI года), но этот процесс растянулся на несколько лет. После отречения Наполеона в 1815 году система Грибоваля была официально восстановлена.

## Источник
- Краткое описание карьеры Грибоваля.